# Động đất Quần đảo Thiên Nga 2009
Động đất Quần đảo Thiên Nga 2009 (tiếng Tây Ban Nha: Terremoto en Honduras de 2009) là trận động đất xảy ra vào lúc 2:24, ngày 28 tháng 5 năm 2009. Trận động đất có cường độ 7,3 Mw, tâm chấn độ sâu khoảng 10 km. Động đất đã gây ra sóng thần cao đến 4 m. Hậu quả trận động đất đã làm 7 người chết, 40 người bị thương.